# Akera bayeri
Akera bayeri är en snäckart som beskrevs av Ernst Marcus 1967. Akera bayeri ingår i släktet Akera och familjen Akeridae. Inga underarter finns listade i Catalogue of Life.